# Jan Rola
Jan Rola herbu Rola – komornik grodzki liwski w 1775 roku, burgrabia liwski w 1760 roku, sędzia kapturowy w 1764 roku.
Elektor Stanisława Augusta Poniatowskiego z ziemi liwskiej w 1764 roku, poseł liwski na sejm elekcyjny 1764 roku.